# Пеги Фортнъм
Маргарет Емили Ноел Нътъл-Смит (на английски: Margaret Emily Noel Nuttall-Smith), с псевдоним Пеги Фортнъм (Peggy Fortnum), е британска илюстраторка. Пеги Фортнъм има илюстрирани около осемдесет детски книги, но вероятно е най-добре позната на читателската аудитория с илюстрациите си на серията книги от Майкъл Бонд за Мечето Падингтън, излезли от 1958 до 1974 година.

## Биография
Пеги Фортнъм e родена като Маргарет Емили Ноел Нътъл-Смит в Хадоу-он-дъ-Хил, Мидълсекс на 23 декември 1919 година. Тя е най-малкото от шест деца в семейството.
Като дете Фортнъм обичала рисуването и писането на поетични балади, както и да се облича като герои, които сама си измисляла. Посещавала училището за изкуства и занаяти „Търнбридж Уелс“, но избухването на Втората световна война прекъсва обучението ѝ и през 1942 година Фортнъм постъпва в женския спомагателен териториален корпус към британската армия (Auxiliary Territorial Service). През 1943 година е освободена от корпуса вследствие нараняване и заживява с военна пенсия в Лондон, където с помощта на правителствена стипендия започва да посещава лондонското Централно училище по изкуствата.
Там тя среща художника Джон Фарлий, в този момент творчески директор на издателство „Силван Прес“ (Sylvan Press), който открива таланта на Фортнъм като илюстратор.  Преди изцяло да се отдаде на илюстрирането на книги, тя е работила като учителка по рисуване, художничка, дизайнер на текстил.
Първата книга, която Фортнъм илюстрира, е Dorcas the Wooden Doll („Доркас, дървената кукла“) през 1944 година. По-късно прави илюстрации за книги от автори като Оскар Уайлд, Кенет Греъм и Ноел Стрийтфийлд.
През 1958 година Фортнъм вече е работила известно време за лондонското издателство „Колинс“, когато от там ѝ възлагат да направи илюстрациите за първото издание на книгата за Мечето Падингтън. До голяма степен ѝ е дадена свобода в изразяването и Фортнъм бързо изгражда образа на мечето, превърнал се в „запазена марка“. Впоследствие през годините и други художници са правили илюстрации на книгите от поредицата, но първите и най-значими илюстрации са дело на Фортнъм. Илюстрациите за книгата Фортнъм рисувала „направо с мастило, често правейки по много варианти“. 
Въпреки че оригиналните илюстрации били черно-бели, някои от тях впоследствие били оцветени от други художници, в това число и племенницата на Фортнъм, Карълайн Нътъл-Смит. Всички по-късни илюстратори на книгите за Мечето Падингтън – Р. У. Ели, Фред Бенбъри, Айвър Ууд, Бари Мейси, Дейвид Маккий и Джон Лобън – остават верни на еталонния стил на изобразяване на мечето, наложен от Фортнъм. Един от известните британски критици на детска литература, Маркъс Кроуч, отбелязва, че Пеги Фортнъм е за „Мечето Падингтън“ това, което е Ърнест Шепърд за книгите на Алън Милн.
Наред с работата като илюстратор на книги, Пеги Фортнъм е работила и като аниматор на детски телевизионни шоупрограми и илюстратор на множество публикации в списания.
Нейните илюстрации за книгата The Reluctant Dragon („Неохотният дракон“) от Кенет Греъм са притежание на Британския музей. Друга илюстрирана от Фортнъм книга, Candidate for Fame („Кандидат за слава“) от Маргарет Джоует, е една от петте книги за 1955 година, които са отличени с британската литературна награда „Медал Карнеги“ за книги за деца и юноши.